# Lebesgue (Mondkrater)
Lebesgue ist ein kleiner Einschlagkrater am Ostrand der Mondvorderseite im Osten der Ebene des Mare Smythii, südöstlich des Kraters Warner und nordöstlich von Tucker. Der Krater ist sehr flach, da das Innere mit den Laven des Mare geflutet wurde.
Der Krater wurde 1976 von der IAU nach dem französischen Mathematiker Henri Léon Lebesgue offiziell benannt.